# マウゴジャータ・グリンカ
マウゴジャータ・グリンカ＝モゲンターレ（Małgorzata Glinka-Mogentale, 1978年9月30日 - ）は、ポーランドの元女子バレーボール選手。ワルシャワ出身。

## 来歴
12歳からバレーを始める。父親はカー・メカニック、母親は学校の教師で、4歳年上の姉はスイス航空のキャビンアテンダントを務めている。1998年に日本・ポーランド対抗で来日し、センタープレーヤーとして活躍。ウイングスパイカー転向後は191cmの長身を生かし、高さだけでなくセンターとの絡みでの時間差、そして強烈なバックアタックを兼ね備えている。
2003年欧州選手権でポーランド初優勝の立役者となった。同年、日本で行われたワールドカップでは188のスパイク得点を含む213得点を挙げ、MVPとベストスコアラーに輝いた。2005年欧州選手権で大会2連覇を達成。2006年のワールドグランプリから一時代表を外れていたが、2007年にマルコ・ボニッタ監督が代表チームに呼び寄せ、同年の欧州選手権から復帰する。2007年ワールドカップ、2008年北京オリンピック、2010年世界選手権ではチームの大黒柱として活躍した。
2005-2006シーズンに所属していたフランスリーグのRCカンヌでは、日本のリベロ・佐野優子とチームメイトだった。2008-2009シーズンよりトルコリーグのワクフバンクへ移籍。2012-13シーズンから加入した木村沙織とはチームメイトだった。同シーズンでトルコリーグ、トルコカップ、欧州チャンピオンズリーグで3冠を果たす原動力となった。
2013-14シーズンからポーランドリーグの PTPS chemik Policeへ移籍した。
2015年に現役引退。

## 球歴
- オリンピック - 2008年（9位）
- 世界選手権 - 2002年（13位）、2010年（11位）
- ワールドカップ - 2003年（8位）、2007年（6位）
- 欧州選手権 - 1999年（6位）、2003年（優勝）、2005年（優勝）、2007年（4位）

## 受賞歴
- 2003年 ワールドカップ MVP、ベストスコアラー賞
- 2004年 イタリアカップ　MVP
- 2006年 2005/06フランスリーグ　MVP
- 2007年 2006/07スペインリーグ  MVP
- 2007年 欧州選手権 ベストスパイカー賞
- 2008年 北京オリンピック世界最終予選 ベストスパイカー賞
- 2011年 欧州チャンピオンズリーグ　MVP

## 所属クラブ
- Skra Warszawa（1993-1996年）
- Dick Black La Festa Andrychów（1996-1998年）
- カリシュ（1998-1999年）
- ヴィチェンツァ（1999-2003年）
- アシステル・ノヴァーラ（2003-2005年）
- RCカンヌ （2005-2006年）
- ムルシア（2006-2008年）
- ワクフバンク・テュルクテレコム（2008-2013年）
- PTPS chemik Police (2013-2015年)